# شهرستان وبستر (آیووا)
شهرستان وبستر، آیووا (به انگلیسی: Webster County, Iowa) شهرستانی در ایالات متحده آمریکا است که در آیووا واقع شده‌است.

## خصوصیات
شهرستان وبستر ۱٬۸۵۹٫۶۲ کیلومترمربع مساحت دارد.